# Saundra Brown Armstrong
Saundra Brown Armstrong (1947) es una jueza federal estadounidense sénior.
Nacida en Oakland, California, Armstrong recibió un A.A. por la Universidad Merritt en 1967 y un B.A. por la Universidad Estatal de California, Fresno en 1969. Fue oficial policial en el Oakland Departamento de Policía de 1970 a 1977. Luego recibió un J.D. por la Universidad de Escuela de San Francisco de Ley en 1977. Fue una Judicial extern, Tribunal de California de Apelaciones en 1977, y abogada de distrito del diputado en Condado de Alameda, California de 1978 a 1979 y de 1980 a 1982. De 1979 a 1980, fue asesora sénior al Comité de Asamblea de California en Justicia Criminal. Fue abogada de Prueba de Sección de Integridad Pública del Departamento de Estados Unidos de Justicia de 1982 a 1983, y sirvió como Comisaria en la Comisión de Seguridad de Producto de Consumidor de 1983 a 1986, y en los EE. UU. Parole Comisión de 1986 a 1989. Y jueza en la Alameda Tribunal Superior, California de 1989 a 1991.
El 25 de abril de 1991, fue nominada por el Pte. George H. W. Bush a un asiento en el Tribunal de Distrito de los Estados Unidos para el Distrito Del norte de California en vacancia por William A. Ingram. Fue confirmada por el Senado de Estados Unidos el 14 de junio de 1991, y recibió su comisión el 18 de junio de 1991. Suponga estado sénior el 23 de marzo de 2012.